# Коломяги (футбольный клуб)
«Коломя́ги» — футбольный клуб любителей спорта, спортивный клуб из Санкт-Петербурга, основанный в 1904 году.

## История

### Первые годы (1904 — 1908)
В конце мая 1904 года в деревне Коломяги возник кружок любителей игры в футбол под руководством Николая Васильевича Елизарова, собравших по подписке деньги на покупку футбольного мяча. Через три недели был сыгран первый матч с клубом «Александрия» (0:4). 24 августа под председательством Анатолия Ивановича Синдеева был образован Комитет новообразованного кружка, утвердившего для него название Футъ-боллъ клубъ «Коломяги».
Первые годы кружок ограничивался проведением товарищеских матчей. Только к середине 1908 года произошла официальная регистрация клуба (устав был утверждён 23 сентября 1908 года), тогда же были окончательно определены цвета клуба (белый с синим).

### Первые сезоны в Санкт-Петербургской футбол-лиге

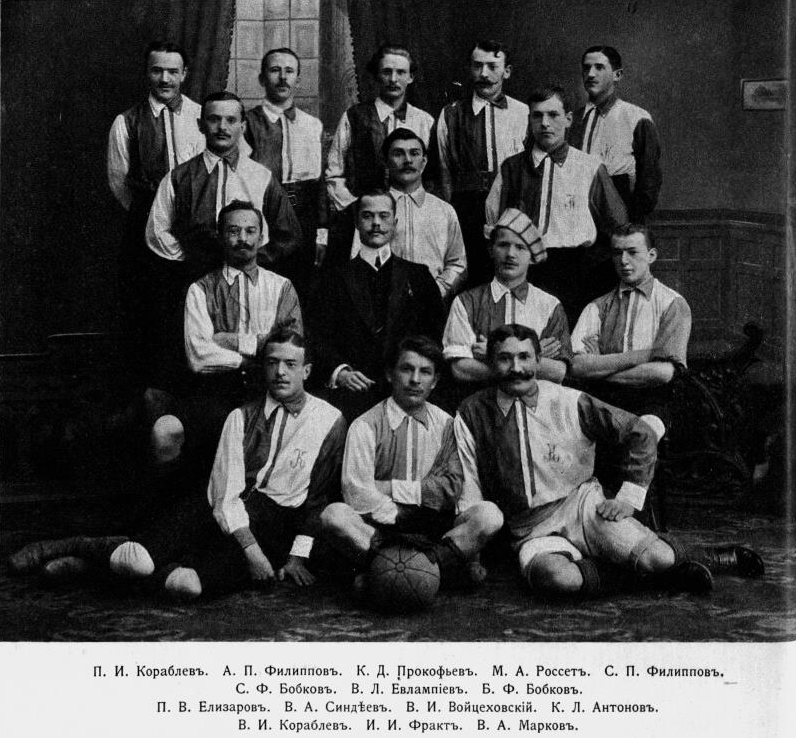
ФК «Коломяги» в сезоне 1909

Клуб стал полноправным членом Лиги 30 июня 1909 года и был определён в класс «Б», в котором выступал двумя командами. По результатам осеннего чемпионата Санкт-Петербурга 1909 года первая команда клуба разделила первое место с «Удельной» и «Павловском»; в двух дополнительных матчах за первенство коломяжцы уступили и заняли третье место. 
В следующем году команда пополнила класс «А» и в первом своём сезоне на высшем уровне заняла вторые места в весеннем кубке и осеннем чемпионате следом за «Спортом», являвшимся гегемоном Лиги в отсутствие британских клубов, не выступавших в тот сезон ввиду продолжавшегося конфликта с русскими членами Лиги. После возвращения британцев в 1911 году коломяжцы были оттеснены от призовых мест на ближайшие несколько лет. Только в осеннем первенстве 1914, когда возмужал и набрался достаточного опыта костяк будущей команды «чемпионов» — братья Филипповы и Гостевы — коломяжцы достаточно неожиданно стали вторыми в лиге, сумев по дополнительным показателем опередить своих принципиальных соперников — ведомый Василием Бутусовым и Александром Монро «Унитас», считавшийся фаворитом того первенства.
В те годы число коломяжцев, выступавших в сборной Санкт-Петербурга, было сравнительно невелико. Впервые в составе главной команды города игроки клуба Иван Фракт, Владимир Марков и Сергей Филиппов II дебютировали 14 сентября 1909 года в победном матче с московским «Сокольническим» КС (3:0). В 1910 году коломяжец Александр Филиппов I был капитаном сборной Санкт-Петербурга, сумевшей сенсационно нанести поражение чешской команде «Коринтианс»; в сборной в этом сезоне выступали также немецкий вратарь «Коломяг» Эрих Шюман и защитник Владимир Марков. В дальнейшем основным левым крайним нападающим сборной стал Сергей Филиппов II, выступавший за нее все предвоенные годы, бывший в ее составе победителем и серебряным призёром чемпионатов Российской империи и, выступая за сборную страны, участником Олимпийских игр, на которых провел оба матча российской команды. Также в состав питерской сборной привлекались другой выступавший в клубе немец Рихард Гриллинг, также ставший чемпионом в 1912 году, и выступавший в ту пору в «Коломягах» будущий полузащитник «Унитаса» и сборной Российской империи Михаил Яковлев. 

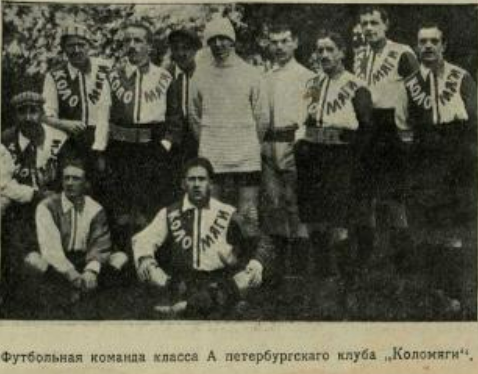
ФК «Коломяги» в сезоне 1911

### «Золотые» сезоны (1915 — 1923)

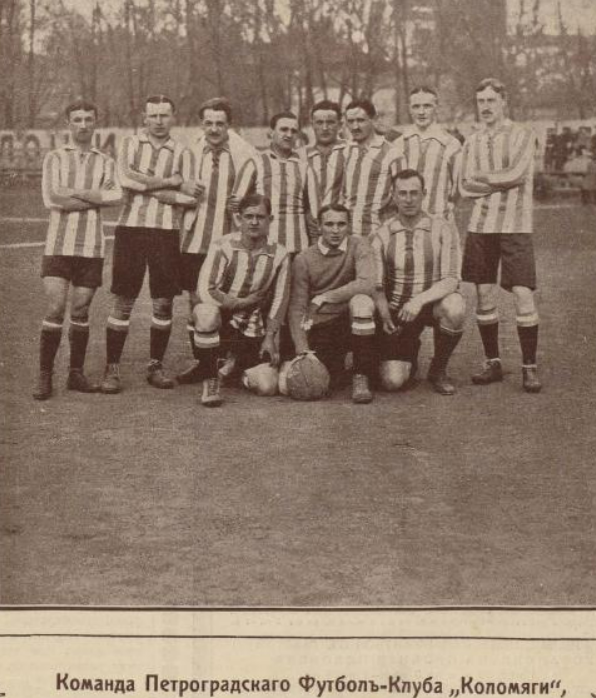
Победитель кубка 1915

В весеннем кубке 1915 года команда завоевала свой первый титул, сумев в принципиальном матче в финале обыграть «Унитас» (3:2). В последующее десятилетие команда была одной из лучших в стране, демонстрируя изящную комбинационную игру, ставшую визитной карточкой питерского футбола тех лет. На стыке десятилетий команда выиграла четыре чемпионата Петрограда подряд (и еще дважды была второй) и еще четырежды побеждала в кубке (также дважды выходя в финал). Помимо этого, «Коломяги» дважды побеждали в «матче чемпионов двух столиц» (кубке Тосмена) московских победителей весенних первенств — команды «Замоскворецкого» КС с Петром Исаковым и Константином Блинковым и «Красную Пресню» с легендарными Павлом Канунниковым, Иваном Артемьевым и тем же Петром Исаковым в составе, что давало в ту пору право считаться неофициальным чемпионом РСФСР; в 1915 была также обыграна сборная Одессы — действующий чемпион Российской империи (4:2).
Своими успехами клуб обязан в первую очередь двум футбольным династиям — братьям Филипповым (Сергей, Георгий и Пётр) и Гостевым (Виктор, Николай и Георгий). Также заметную роль в клубе играли Борис Карнеев, Александр Полежаев, Эдуард Эммерих, Николай Никонов; в ряде сезонов в те годы за коломяжцев выступали также знаковые представители других клубов Петрограда — Павел Батырев, Дмитрий Киселёв, Дмитрий Лагунов. Сборная Петрограда в ту пору практически полностью состояла из коломяжцев (так, в 1920 году в матче со сборной Москвы, выигранном со счётом 3:2, выступали десять игроков «Коломяг» и Михаил Бутусов из «Унитаса»), зачастую выступая в бело-голубой форме клуба, и эти цвета стали традиционными для нее и ряда значимых питерских клубов в позднейшее время. 
В составе сборной сначала РСФСР, а затем СССР выступали в 1923 — 1926 коломяжцы Г.Гостев, Б.Карнеев, А.Полежаев, Эд.Эммерих. Пётр Филиппов III играл также в обоих первых (и единственных на долгое время) официальных матчах сборной СССР с турками в 1924 и 1925 годах, был капитаном команды во втором из этих матчей. Все эти футболисты, а также Филипп Рябов, были и в составе сборной Ленинграда — победителя первенства РСФСР 1924 года и серебряного призера чемпионата СССР 1924 года.

### Сезоны 1924 — 1928

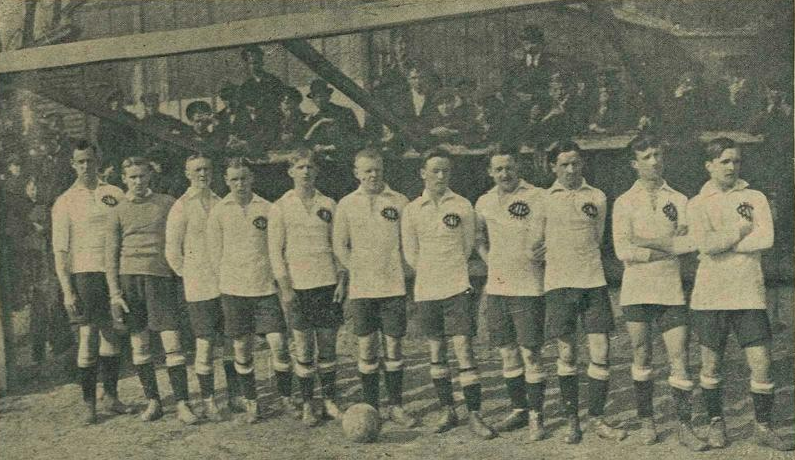
«Коломяги» в сезоне 1915

После закрытия Петроградской футбольной лиги и входящих в нее клубов распоряжением Ленсовета от 10 марта 1924 года (на основании решения Высшего совета физической культуры (ВСФК) при ВЦИК) «о роспуске гражданских, частных, общественных спортивных кружков и организаций», субъектами спортивных соревнований могли быть только так называемые «районные кружки» спортивной организации под эгидой ЛКСМ, носившей название «Спартак». Клуб «Коломяги» с игроками, стадионом и всеми активами был фактически провозглашён одним из таких кружков и получил название инструкторской команды РСК «Спартак» Ленинградского уезда. Формально «новый» клуб имел очевидную преемственность по отношению к ФК «Коломяги», о чем неоднократно упоминала пресса тех лет, однако вопрос о правомерности полного исторического отождествления этих клубов, в том числе и формально-юридического, является дискуссионным; официальная позиция спортивного руководства того времени заключалась в демонстративном дистанциировании новых клубов от так называемых «буржуазных бывших». Так, в 1924 году корреспондент журнала «Спартак» под псевдонимом Око красноречиво подчеркнул это в своем отчёте о тренировочном матче городских сборных на «новом» стадионе ЛЦКС (бывшем стадионе клуба «Спорт») 
... публика, усиленно агитируемая против старых названий клубов и приучаемая, и, кажется, уже приученная к новым формам организации, смеялась, стоя в очереди за билетами и видя на воротах надпись «Петроградский Кр. Люб. Спорта»; напоминаем, что нужно снять эту надпись и повесить другую.Журнал «Спартак» № 4 (июль) 1924 года
Тем не менее, на протяжении первых нескольких лет любители футбола однозначно воспринимали этот «новый» клуб, вследствие многочисленных реорганизаций тех лет зачастую менявший названия чаще, чем игроков в составе, как «Коломяги».
Спортивные успехи коломяжцев в этот период медленно, но неуклонно сошли вниз вместе с постепенным сходом многолетних лидеров клуба. Если в первом после реорганизации скоротечном чемпионате 1924 команда вышла в финал и завоевала второе место, то далее она прочно перешла в разряд «середняков» и не занимала более в чемпионатах города призовых мест. Единственным относительным успехом является выигрыш командой весеннего первенства 1927 года среди команд, не допущенных в профсоюзный чемпионат, когда, выступая теперь под названием Клуба при стадионе им.В.И.Ленина (или просто «Стадион»), команда опередила «непрофсоюзные» «Динамо» и Образовую команду при Центральном Доме Физической Культуры (попросту ЦДФК или бывший «Меркур»). В следующем сезоне команду покинул Пётр Филиппов, ушедший завершать карьеру в «Динамо», и команда провалилась, заняв итоговое 9-е место и отправившись впервые в своей истории во второй дивизион. В следующем сезоне команда под таким названием в первенстве не участвовала, формально она была вновь воссоздана в 1930 (но теперь уже с другим составом во главе с многолетним лидером «Меркура» Петром Григорьевым), и окончательно изчезла из чемпионата города 1931 году после новой реорганизации отечественного футбола по производственному принципу.
В сборной города в этот период выступали Пётр Филиппов, Георгий Гостев и последний крупный игрок в истории «Коломяг» Владимир Кусков; эти же футболисты стали серебряными призёрами чемпионата РСФСР 1928 года в рамках Всесоюзной спартакиады, но П.Филиппов на турнире представлял уже «Динамо», куда перешёл незадолго до его начала.

## Достижения клуба
- Чемпионат города
  -  — 1916, 1917, 1918, 1920
  -  — 1910, 1914, 1921, 1924
  -  — 1915
- Кубок города
  -  — 1915, 1919, 1920, 1923, 1927
  -  — 1910, 1912, 1916, 1918
- Кубок Тосмена
  -  — 1919, 1923

## Достижения игроков клуба
- Игроки сборных Российской империи, РСФСР, СССР[6]
  - Сергей Филиппов II (1911 — 1912) — участник Олимпийских игр 1912
  - Пётр Филиппов III (1924 — 1925) — участник официальных матчей сборной СССР с Турцией, капитан сборной
  - Александр Полежаев (1923)
  - Георгий Гостев III (1923)
  - Борис Карнеев (1923 — 1925)
  - Эдуард Эммерих (1926)
- Победители и призёры чемпионатов Российской империи, РСФСР, СССР
  - Сергей Филиппов II —  Чемпионат Российской империи 1912,  Чемпионат Российской империи 1913[К 1]
  -  Рихард Гриллинг[нем.] —  Чемпионат Российской империи 1912
  - Георгий Гостев III —  Чемпионат РСФСР 1924,  Чемпионат СССР 1924,  Чемпионат РСФСР 1928
  - Пётр Филиппов III —  Чемпионат РСФСР 1924,  Чемпионат СССР 1924
  - Александр Полежаев —  Чемпионат РСФСР 1924,  Чемпионат СССР 1924
  - Борис Карнеев —  Чемпионат РСФСР 1924,  Чемпионат СССР 1924
  - Эдуард Эммерих —  Чемпионат РСФСР 1924,  Чемпионат СССР 1924
  - Филипп Рябов —  Чемпионат СССР 1924
  - Владимир Кусков —  Чемпионат РСФСР 1928

## Сезоны
|                               |                          |     |    |   |   |   |         |    | |  |  |  |  |  |
| Петербургская футбольная лига |                          |     |    |   |   |   |         |    | |  |  |  |  |  |
|                               |                          |     |    |   |   |   |         |    | |  |  |  |  |  |
| 1909                          | Класс «Б»                | III | 12 | 6 | 1 | 5 | 51 — 28 | 13 | |  |  |  |  |  |
|                               |                          |     |    |   |   |   |         |    | |  |  |  |  |  |
| 1910                          | Кубок                    |     | 4  | 3 | 0 | 1 | 13 — 5  |    | Выступала также II команда (1/4)                                                                              |  |  |  |  |  |
| 1910                          | Класс «А»                |     | 8  | 4 | 2 | 2 | 16 — 18 | 10 | |  |  |  |  |  |
|                               |                          |     |    |   |   |   |         |    | |  |  |  |  |  |
| 1911                          | Кубок                    | 1/8 | 1  | 0 | 0 | 1 | 1 — 2   |    | II команда (1/4) III команда (1/8)                                                                            |  |  |  |  |  |
| 1911                          | Класс «А»                | VI  | 6  | 2 | 0 | 4 | 13 — 21 | 4  | Кубок Макферсона                                                                                              |  |  |  |  |  |
| 1911                          | Класс «А»                |     | 3  | 0 | 1 | 2 | 13 — 19 | 1  | Кубок Аспдена                                                                                                 |  |  |  |  |  |
|                               |                          |     |    |   |   |   |         |    | |  |  |  |  |  |
| 1912                          | Кубок                    |     | 5  | 4 | 0 | 1 | 25 — 10 |    | II команда (1/16) III команда (1/16)                                                                          |  |  |  |  |  |
| 1912                          | Класс «А»                | V   | 14 | 7 | 0 | 7 | 28 — 39 | 14 | |  |  |  |  |  |
|                               |                          |     |    |   |   |   |         |    | |  |  |  |  |  |
| 1913                          | Кубок                    | 1/2 | 3  | 1 | 1 | 1 | 7 — 5   |    | II команда (1/32)                                                                                             |  |  |  |  |  |
| 1913                          | Класс «А»                | V   | 8  | 2 | 0 | 6 | 19 — 27 | 4  | |  |  |  |  |  |
|                               |                          |     |    |   |   |   |         |    | |  |  |  |  |  |
| 1914                          | Кубок                    | 1/8 | 1  | 0 | 0 | 1 | 0 — 4   |    | |  |  |  |  |  |
| 1914                          | Класс «А»                |     | 10 | 6 | 2 | 2 | 43 — 22 | 14 | |  |  |  |  |  |
|                               |                          |     |    |   |   |   |         |    | |  |  |  |  |  |
| 1915                          | Кубок                    |     | 3  | 3 | 0 | 0 | 18 — 5  |    | |  |  |  |  |  |
| 1915                          | Класс «А»                |     | 10 | 5 | 1 | 4 | 23 — 17 | 11 | |  |  |  |  |  |
|                               |                          |     |    |   |   |   |         |    | |  |  |  |  |  |
| 1916                          | Кубок                    |     | 4  | 3 | 0 | 1 | 31 — 4  |    | |  |  |  |  |  |
| 1916                          | Класс «А»                |     | 10 | 8 | 1 | 1 | 35 — 14 | 17 | |  |  |  |  |  |
|                               |                          |     |    |   |   |   |         |    | |  |  |  |  |  |
| 1917                          | Кубок                    | 1/2 | 3  | 2 | 0 | 1 | 10 — 3  |    | |  |  |  |  |  |
| 1917                          | Класс «А»                |     | 10 | 8 | 1 | 1 | 23 — 5  | 17 | |  |  |  |  |  |
| 1917                          | Класс «А»                |     | 2  | 2 | 0 | 0 | 9 — 2   |    | Дополнительный финальный турнир                                                                               |  |  |  |  |  |
|                               |                          |     |    |   |   |   |         |    | |  |  |  |  |  |
| 1918                          | Кубок                    |     | 4  | 3 | 0 | 1 | 16 — 4  |    | |  |  |  |  |  |
| 1918                          | Класс «А»                |     | 10 | 9 | 1 | 0 | 30 — 4  | 19 | |  |  |  |  |  |
|                               |                          |     |    |   |   |   |         |    | |  |  |  |  |  |
| 1919                          | Кубок                    |     | 3  | 3 | 0 | 0 | 16 — 2  |    | Кубок Тосмена «Коломяги» 3:1 «Замоскворецкий» КС (Москва)                                                     |  |  |  |  |  |
| 1919                          | Класс «А»                | —   | 1  | 1 | 0 | 0 | 8 — 2   | 2  | Турнир не окончен                                                                                             |  |  |  |  |  |
|                               |                          |     |    |   |   |   |         |    | |  |  |  |  |  |
| 1920                          | Кубок                    |     | 3  | 3 | 0 | 0 | 9 — 2   |    | |  |  |  |  |  |
| 1920                          | Класс «А»                |     | 3  | 3 | 0 | 0 |         |    | Турнир назывался «Чемпионат Петроградского военного округа»                                                   |  |  |  |  |  |
|                               |                          |     |    |   |   |   |         |    | |  |  |  |  |  |
| 1921                          | Кубок                    | 1/4 | 1  | 0 | 0 | 1 | 0 — 1   |    | |  |  |  |  |  |
| 1921                          | Класс «А»                |     | 11 | 8 | 1 | 2 | 33 — 13 | 17 | |  |  |  |  |  |
|                               |                          |     |    |   |   |   |         |    | |  |  |  |  |  |
| 1922                          | Кубок                    | 1/2 | 3  | 2 | 0 | 1 | 11 — 6  |    | |  |  |  |  |  |
| 1922                          | Класс «А»                | IV  | 10 | 4 | 0 | 6 | 31 — 24 | 8  | |  |  |  |  |  |
|                               |                          |     |    |   |   |   |         |    | |  |  |  |  |  |
| 1923                          | Кубок                    |     | 5  | 5 | 0 | 0 | 29 — 4  |    | Кубок Тосмена «Коломяги» 3:1 «Красная Пресня» (Москва)                                                        |  |  |  |  |  |
| 1923                          | Класс «А»                | IV  | 16 | 9 | 3 | 4 | 44 — 24 | 21 | |  |  |  |  |  |
|                               |                          |     |    |   |   |   |         |    | |  |  |  |  |  |
| Чемпионаты ЛОСФК и ЛОСПС      |                          |     |    |   |   |   |         |    | |  |  |  |  |  |
|                               |                          |     |    |   |   |   |         |    | |  |  |  |  |  |
| 1924                          | «Инструкторские команды» |     | 3  | 2 | 0 | 1 | 8 — 6   |    | Выступала под названием РСК «Спартак» Ленинградский уезд                                                      |  |  |  |  |  |
|                               |                          |     |    |   |   |   |         |    | |  |  |  |  |  |
| 1925                          | Кубок                    | 1/2 | 3  | 2 | 0 | 1 | 10 — 5  |    | Выступала под названием «Образцовая команда коммунальников», с 24 мая — РСК «Спартак» Петроградский район «Б» |  |  |  |  |  |
| 1925                          | Класс «А»                | V   | 16 | 8 | 1 | 7 | 38 — 31 | 17 | |  |  |  |  |  |
|                               |                          |     |    |   |   |   |         |    | |  |  |  |  |  |
| 1926                          | Кубок                    | 1/2 | 3  | 1 | 1 | 1 | 9 — 4   |    | Выступала под названием «Команда стадиона им.КИМа», с 30 мая — РСК «Спартак» Василеостровский район           |  |  |  |  |  |
| 1926                          | Класс «А»                | IV  | 16 | 8 | 2 | 6 | 40 — 49 | 18 | |  |  |  |  |  |
|                               |                          |     |    |   |   |   |         |    | |  |  |  |  |  |
| 1927                          | Весеннее первенство      |     | 6  | 4 | 2 | 0 | 15 — 12 | 10 | Выступала под названием «Клуб при стадионе им.Ленина»                                                         |  |  |  |  |  |
| 1927                          | I группа                 | IV  | 8  | 2 | 5 | 1 | 20 — 20 | 18 | |  |  |  |  |  |
|                               |                          |     |    |   |   |   |         |    | |  |  |  |  |  |
| 1928                          | II группа                | III |    |   |   |   |         |    | Первый круг — группа сильнейших команд, второй круг — II группа                                               |  |  |  |  |  |

## Комментарии
1. ↑  Всероссийский футбольный союз позднее формально объявил турнир неразыгранным ввиду имевших место нарушений регламента в ряде матчей.